# دو رو (ترانه)
«دو رو» (انگلیسی: Two Faced) ترانه‌ای از گروه راک آمریکایی لینکین پارک است. این ترانه به عنوان چهارمین تک‌آهنگ از هشتمین آلبوم استودیویی گروه به نام از صفر در ۱۳ نوامبر ۲۰۲۴ به همراه یک موزیک ویدئو منتشر شد.

## جدول‌های موسیقی
| جدول (۲۰۲۴)                                         | بالاترین جایگاه |
| --------------------------------------------------- | --------------- |
| اتریش (او۳ تاپ ۴۰ اتریش)                            | ۷               |
| بلژیک (اولتراتاپ ۵۰ فلاندرز)                        | ۴۹              |
| بلژیک (اولتراتاپ ۵۰ والونی)                         | ۴۹              |
| ۵۵                                                  |                 |
| کانادا (۱۰۰ تک‌آهنگ داغ کانادا)                      | ۵۷              |
| جمهوری چک (۱۰۰ تک‌آهنگ برتر دیجیتال)                 | ۱۰              |
| فرانسه (اس‌ان‌ئی‌پی)                                   | ۴۹              |
| فنلاند (جدول‌های رسمی فنلاند)                        | ۳۸              |
| آلمان (جدول‌های رسمی آلمان)                          | ۵               |
| ۲۰۰ آهنگ جهانی (بیلبورد)                            | ۲۹              |
| یونان بین‌المللی (آی‌اف‌پی‌آی)                          | ۲۲              |
| مجارستان (۴۰ تک‌آهنگ برتر)                           | ۲۶              |
| ایرلند (آی‌آرام‌ای)                                   | ۶۸              |
| ایتالیا (اف‌آی‌ام‌آی)                                  | ۸۲              |
| ایتالیا راک ایرپلی (اف‌آی‌ام‌آی)                       | ۱۵              |
| آهنگ‌های داغ خارجی ژاپنی (بیلبورد)                   | ۱۹              |
| لتونی (LaIPA)                                       | ۸               |
| لیتوانی (آگاتا)                                     | ۴۳              |
| لوکزامبورگ (بیلبورد)                                | ۷               |
| هلند (۱۰۰ تک‌آهنگ برتر)                              | ۵۱              |
| تک‌آهنگ‌های داغ نیوزیلند (آرام‌ان‌زی)                   | ۴               |
| لهستان (Polish Streaming Top 100)                   | ۳۲              |
| اسلواکی (۱۰۰ تک‌آهنگ برتر دیجیتال)                   | ۱۳              |
| سوئد (فهرست برترین‌های سوئد)                         | ۷۳              |
| سوئیس (شوایزر هیت‌پاراد)                             | ۶               |
| تک‌آهنگ‌های بریتانیا (اوسی‌سی)                         | ۲۲              |
| راک و متال بریتانیا (اوسی‌سی)                        | ۳               |
| ایالات متحده فوران‌کننده زیر ۱۰۰ آهنگ داغ (بیلبورد)  | ۷               |
| ترانه‌های داغ راک و آلترناتیو ایالات متحده (بیلبورد) | ۱۴              |